# Miss Universo 2012
Miss Universo 2012 foi a 61.ª edição do concurso Miss Universo, realizada em 19 de dezembro de 2012 no PH Live, no Planet Hollywood Resort and Casino, em Las Vegas, Nevada, nos Estados Unidos. No final do evento, a Miss Universo 2011, Leila Lopes, da Angola, coroou a estadunidense Olivia Culpo como sua sucessora.
Esta foi a oitava vitória dos Estados Unidos no Miss Universo, numa edição que ficou conhecida como o "Ano do Big 5", chamada assim pois as cinco finalistas eram exatamente dos países onde o concurso é mais popular.

## Cidade-sede
Em março de 2012, a diretora de licenças nacionais do concurso Miss Universo, Annette Cammer, informou em carta às coordenações nacionais que o concurso seria atrasado para dezembro. A decisão foi tomada pela NBC e pela Trump Organization para evitar que o concurso fosse realizado em data próxima aos Jogos Olímpicos de Verão de 2012 e a eleição presidencial americana. Até esta edição (61ª), geralmente, o concurso era realizado entre maio e setembro.
Várias cidades apresentaram sua candidatura para realizar o concurso, entre as quais estavam Pristina (Kosovo), Guadalajara (México), Isla Marguerita (Venezuela) e Paradise Island (Bahamas), que já havia sediado o concurso em 2009. O Hard Rock Resort and Casino, em Punta Cana (República Dominicana) foi o local que esteve mais perto de sediar o concurso. Ainda assim, o presidente Danilo Medina, que assumiu o poder em 16 de agosto e estava iniciando a execução do plano de austeridade pedido pelo Fundo Monetário Internacional, não aceitou bancar os US$ 6 milhões pedidos pela Miss Universe Organization para que o concurso fosse realizado no país e retirou a ajuda oficial em 12 de setembro. Apesar disso, a Organização Miss Universo insistia que o projeto "estava vivo" e que já estaria recebendo apoio financeiro do setor privado. O país havia sediado o concurso uma vez, na capital, Santo Domingo, em 1977.
Com uma data mais tardia e não fechada até meados de agosto (quando as negociações com o governo dominicano ainda estavam sendo conduzidas pela Miss Universe Organization, antes mesmo da posse de Medina), a falta de uma definição concreta de uma sede ajudou a criar rumores sobre o cancelamento do Miss Universo 2012; ou então que seria um evento mais simples, em Nova Iorque. Os boatos foram posteriormente desmentidos pela Miss Universo 2011, Leila Lopes, em sua conta na rede social Twitter.
Em 27 de setembro, Las Vegas foi confirmada como sede do concurso, após as negociações com a República Dominicana fracassarem em todos os níveis. Esta foi a quarta vez que o concurso foi realizado na cidade, e a segunda não-consecutiva em três anos. O PH Live sediava, desde 2008, o Miss USA e, desde 2005, o Miss América. O local já sediou duas vezes o concurso em 1991,1996,esta edição e sediaou o concurso mais duas vezes em 2015 e em 2017 ,esta foi a quarta vez em que o concurso foi realizado em Las Vegas (o concurso de 2010 ocorreu no Mandalay Bay Events Center, cuja infraestrutura e capacidade de público são maiores).

## Concurso

### Apresentadores
Menos de um mês após a confirmação de Las Vegas como sede do concurso, em 23 de outubro, a Miss Universe Organization anunciou os nomes do executivo de TV a cabo e apresentador Andy Cohen e da jornalista Giuliana Rancic para comandarem a final televisionada da 61ª edição do Miss Universo. Enquanto Cohen, da Bravo Network, exerceu essa função pela segunda vez consecutiva, Rancic (E! News) apresentou o concurso pela primeira vez. A Miss Filipinas 2011, Shamcey Supsup foi a apresentadora relativa a transmissão dos eventos pela internet. Shamcey,foi eleita a favorita dos fãs do concurso no ano anterior, era jurada de um programa de talentos na televisão filipina e teve sua primeira experiência ao cobrir um concurso de miss.

### Miss Universo permite que mulheres transexuais concorram
A partir de 2013, a Organização Miss Universo permite que mulheres transgênero possam competir na competição após consultas com a Organização GLAAD. As mudanças nas regras ocorreram depois que Jenna Talackova , uma mulher transexual competindo no Miss Universo Canadá 2012, foi reintegrada no concurso Miss Universo Canadá 2012. Talackova foi inicialmente retirada da competição pela organização porque "não atendia aos requisitos para competir". No entanto, um mês após a desqualificação de Talackova, a Organização Miss Universo permitiu que Talackova competisse desde que "ela atendesse aos requisitos legais de reconhecimento de gênero do Canadá e aos padrões estabelecidos por outras competições internacionais". Talackova acabou ficando no Top 12 do Miss Universo Canadá 2012, e também ganhou o prêmio Miss Simpatia com outras quatro concorrentes.

### Mudança no horário
No comunicado de confirmação dos apresentadores, a NBC anunciou a mudança do horário do certame das 21 às 23h (adotado de 1978 a 1994 e de 1996 a 2011) para a faixa das 20 às 22h (horários da costa leste americana). Na história do Miss Universo, esse horário foi usado uma única vez, em 1995, pela CBS, para promover o final da terceira temporada da série dramática Picket Fences, levado ao ar em 12 de maio daquele ano.

### Música
No dia 3 de dezembro, a direção da Organização Miss Universo confirmou o grupo Train para se apresentar no segmento de trajes de banho, no qual competem as 16 semifinalistas. Dez dias depois, o nigeriano-australiano Timomatic foi anunciado para cantar no segmento de apresentação final das cinco finalistas entre as entrevistas e o anúncio do resultado final.

#### Programação musical
- Abertura: Winter Wonderland, Selena Gomez & the Scene e Live While We're Young, One Direction;
- Competição em traje de banho: Levels, Avicii;
- Competição em traje de gala: Drive By, Mermaid e Shake Up Christmas, Train (performance ao vivo);
- Final Look: Set It Off, Timomatic (performance ao vivo).

### Agenda
| Data              | Atividade |
| ----------------- | --- |
| 2-4 de dezembro   | Chegada das misses a Las Vegas, inscrições e credenciamento das delegações, prova das roupas para os eventos oficiais |
| 6 de dezembro     | Cerimônia de boas vindas no Planet Hollywood Resort and Casino                                                        |
| 8 de dezembro     | Início dos ensaios |
| 13 de dezembro    | Preliminares |
| 14 de dezembro    | Entrevistas individuais (manhã); Competição do Traje Típico (noite)                                                   |
| 18 de dezembro    | Fim do prazo para votação online para a 16ª semifinalista                                                             |
| 19 de dezembro    | Ensaio geral (manhã), tapete vermelho, final televisionada do Miss Universo 2012, baile de coroação                   |
| 20-21 de dezembro | Retorno das misses aos seus países de origem                                                                          |

## Resultados
| Colocação          | Candidata                                                                                  | País/Território                                     |
| ------------------ | ------------------------------------------------------------------------------------------ | --------------------------------------------------- |
| Miss Universo 2012 | Olivia Culpo                                                                               | Estados Unidos                                      |
| 2.ª colocada       | Janine Tugonon                                                                             | Filipinas                                           |
| 3.ª colocada       | Irene Esser                                                                                | Venezuela                                           |
| 4.ª colocada       | Renae Ayris                                                                                | Austrália                                           |
| 5.ª colocada       | Gabriela Markus                                                                            | Brasil                                              |
| Top 10             | Melinda Bam Marie Payet Agnes Konkoly Karina González Elizaveta Golovanova                 | África do Sul · França · Hungria · México · Rússia  |
| Top 16             | Elizabeta Burg Shilpa Singh Diana Avdiu Nicole Faverón Marcelina Zawadzka Çağıl Özge Özkul | Croácia · Índia · Kosovo · Peru · Polónia · Turquia |

### Ordem dos anúncios
| 1. Venezuela 2. Turquia 3. França 4. Peru 5. Rússia 6. México 7. Polônia 8. Hungria 9. África do Sul 10. Filipinas 11. Croácia 12. Brasil 13. Kosovo 14. Austrália 15. Índia 16. Estados Unidos | 1. Austrália 2. Rússia 3. Brasil 4. França 5. Venezuela 6. Estados Unidos 7. Hungria 8. África do Sul 9. México 10. Filipinas | 1. Venezuela 2. Filipinas 3. Austrália 4. Estados Unidos 5. Brasil |

## Forma de disputa

### Final
A final foi transmitida ao vivo para mais de 190 países e territórios do PH Live, em Las Vegas, no dia 19 de dezembro de 2012. Foi apresentada por Andy Cohen e Giuliana Rancic, enquanto Jeannie Mai e Shamcey Supsup cobriram os bastidores.
As 16 semifinalistas foram conhecidas ao longo da noite final. Este grupo foi formado da seguinte forma:
- o júri preliminar escolheu as candidatas que mais se destacaram nas três etapas da competição preliminar (traje de banho, traje de gala e entrevista), reservando nove vagas;
- a organização e o staff do Miss Universo reservaram outros seis lugares para as candidatas que, em seus respectivos entendimentos, foram uma boa opção para seguir na disputa, baseados no desempenho durante a programação de atividades e na apresentação pessoal perante os membros da organização;
- a última vaga foi para aquela que tivesse mais votos pelo site oficial do concurso.

Estas 16 semifinalistas foram novamente avaliadas por um júri final:
- as 16 candidatas selecionadas competiram na rodada em traje de banho, na qual seis foram eliminadas;
- as 10 semifinalistas seguiram para a etapa de trajes de gala. Após as apresentações, mais cinco foram eliminadas;
- As 5 que sobraram foram para a última etapa, que consistiu em responder a uma pergunta final do júri sorteada em um pote de vidro contendo um determinado número de envelopes. Nesta fase, que definiu as colocações subsequentes (do 5.º ao 2.º lugar) e a Miss Universo 2012, as colocações foram anunciadas em ordem decrescente.

#### Jurados
Lista divulgada em 13 de dezembro de 2012 pela Miss Universe Organization e pela NBC:
- Claudia Jordan — Miss Rhode Island 1997,modelo e apresentadora
- Pablo Sandoval — jogador de beisebol;
- Nigel Barker — fotógrafo;
- Diego Boneta — ator;
- Scott Disick — empresário e personalidade de mídia; estrela de Keeping Up with the Kardashians;
- Brad Goreski — estilista de celebridades;
- Masaharu Morimoto — chef
- Ximena Navarrete —  Miss Universo 2010
- Kerri Walsh — jogadora de vôlei de praia, tricampeã olímpica em Londres 2012
- Lisa Vanderpump — socialite e participante do programa The Real Housewives

### Preliminar
No dia 13 de dezembro, todas as candidatas competiram em traje de gala (escolhidos pessoalmente por cada uma e concebidos pelos estilistas designados pelas coordenações nacionais) e em traje de banho (também escolhidos por elas mesmas) durante a competição preliminar (chamado pela organização de Presentation Show). Anteriormente, elas já haviam sido entrevistadas individualmente (e de forma reservada) por cada um dos jurados preliminares. Nessa etapa foram definidas parte das 16 semifinalistas.

#### Jurados
Lista divulgada em 10 de dezembro de 2012 pela Miss Universe Organization:
- Amy Sadowsky — vice-presidente de Relações Públicas da Planet Hollywood International;
- Beverly Frank — vice-presidente Executiva de Operações da 19 Entertainment;
- Carlos Anaya — apresentador e repórter;
- Corinne Nicolas — presidente da Trump Models;
- Crystle Stewart — Miss USA 2008;
- Duane Gazi — descobridor de modelos;
- Jimmy Nguyen — advogado e personalidade da mídia;
- Michael Greenwald — vice-presidente de Talento da agência Buchwald/Fortidude

### Prêmios especiais

#### Miss Simpatia
A candidata ganhadora do prêmio de Miss Simpatia foi escolhida sigilosamente entre as próprias 89 candidatas. Elas votaram na candidata que tivesse mais empatia e identificação com o grupo.
- Vencedora:   Guatemala — Laura Godoy.

#### Miss Fotogenia
Eleita pelos jurados preliminares, que escolheram a candidata que teve o melhor desempenho nas fotos de competição.
- Vencedora:  Kosovo — Diana Avdiu.

#### Melhor Traje Típico
Cada uma das candidatas do Miss Universo 2012 se apresentou perante os juízes portando um traje típico de seu país. O prêmio foi para a candidata que esteve melhor caracterizada.
- Vencedora:  China — Ji Dan Xu.

## Candidatas
89 candidatas competiram pelo título. A vencedora do concurso está em negrito.
| País/Território          | Candidata               | Idade | Altura | Cidade natal            |
| ------------------------ | ----------------------- | ----- | ------ | ----------------------- |
| África do Sul            | Melinda Bam             | 24    | 1.70   | Pretória                |
| Albânia                  | Adrola Dushi            | 18    | 1.79   | Rreshen                 |
| Alemanha                 | Alicia Endemann         | 23    | 1.75   | Hamburgo                |
| Angola                   | Marcelina Vahekeni      | 21    | 1.72   | Ondjiva                 |
| Argentina                | Camila Solórzano        | 23    | 1.79   | Tucumán                 |
| Aruba                    | Liza Helder             | 22    | 1.78   | Oranjestad              |
| Austrália                | Renae Ayris             | 20    | 1.75   | Perth                   |
| Bahamas                  | Celeste Marshall        | 19    | 1.81   | Nassau                  |
| Bélgica                  | Laura Beyne             | 19    | 1.72   | Bruxelas                |
| Bolívia                  | Yéssica Mounton         | 24    | 1.72   | Santa Cruz de la Sierra |
| Botswana                 | Sheillah Molelekwa      | 19    | 1.75   | Gaborone                |
| Brasil                   | Gabriela Markus         | 24    | 1.80   | Teutônia                |
| Bulgária                 | Joan Vaneva             | 23    | 1.78   | Blagoevgrado            |
| Canadá                   | Adwoa Yamoah            | 26    | 1.75   | Calgary                 |
| Chile                    | Ana Luisa König         | 22    | 1.77   | Santiago                |
| China                    | Diana Xu                | 22    | 1.80   | Shangai                 |
| Chipre                   | Ioánna Giannakoú        | 20    | 1.70   | Paphos                  |
| Colômbia                 | Daniella Alvarez        | 24    | 1.73   | Barranquilla            |
| Coreia do Sul            | Lee Sung-hye            | 24    | 1.70   | Seul                    |
| Costa Rica               | María Nazareth Cascante | 22    | 1.73   | Alajuela                |
| Croácia                  | Elizabeta Burg          | 19    | 1.78   | Vrbanja                 |
| Curaçau                  | Monifa Jansen           | 19    | 1.74   | Willemstad              |
| Dinamarca                | Josephine Hewitt        | 19    | 1.75   | Esbjerg                 |
| El Salvador              | Ana Yancy Clavel        | 20    | 1.73   | San Salvador            |
| Equador                  | Carolina Aguirre        | 20    | 1.78   | Guayaquil               |
| Espanha                  | Andrea Huisgen          | 22    | 1.81   | Barcelona               |
| Estados Unidos           | Olivia Culpo            | 20    | 1.66   | Cranston                |
| Estónia                  | Natalie Korneitsik      | 23    | 1.75   | Harjumaa                |
| Etiópia                  | Helen Getachew          | 22    | 1.76   | Addis Abeba             |
| Filipinas                | Janine Marie Tugonon    | 22    | 1.73   | Balanga                 |
| Finlândia                | Sara Chafak             | 22    | 1.72   | Helsinque               |
| França                   | Marie Payet             | 20    | 1.78   | Saint-Denis             |
| Gabão                    | Channa Divouvi          | 22    | 1.77   | Libreville              |
| Gana                     | Gifty Ofori             | 24    | 1.73   | Acra                    |
| Geórgia                  | Tamar Shedania          | 20    | 1.78   | Zugdidi                 |
| Grécia                   | Vasiliki Tsirogianni    | 20    | 1.77   | Tessalônica             |
| Guam                     | Alyssa Cruz Aguero      | 24    | 1.80   | Barrigada               |
| Guatemala                | Laura Godoy             | 23    | 1.74   | Cidade da Guatemala     |
| Guiana                   | Ruqayyah Boyer          | 20    | 1.79   | Linden                  |
| Haiti                    | Christela Jacques       | 22    | 1.76   | Porto Príncipe          |
| Honduras                 | Jennifer Andrade        | 24    | 1.57   | Tegucigalpa             |
| Hungria                  | Agnes Konkoly           | 25    | 1.72   | Budapeste               |
| Ilhas Caimã              | Lindsay Japal           | 24    | 1.75   | George Town             |
| Ilhas Virgens Britânicas | Abigail Hyndman         | 21    | 1.75   | Road Town               |
| Índia                    | Shilpa Singh            | 23    | 1.74   | Mumbai                  |
| Indonésia                | Maria Selena Tanam      | 22    | 1.78   | Semarang                |
| Irlanda                  | Adrienne Murphy         | 22    | 1.73   | Dublin                  |
| Israel                   | Lina Makhuli            | 19    | 1.80   | Haifa                   |
| Itália                   | Grazia Maria Pinto      | 24    | 1.77   | Catania                 |
| Jamaica                  | Chantal Zaky            | 24    | 1.76   | Wyndham                 |
| Japão                    | Ayako Hara              | 24    | 1.70   | Sendai                  |
| Kosovo                   | Diana Avdiu             | 19    | 1.74   | Pristina                |
| Líbano                   | Rina Chibany            | 21    | 1.78   | Beirute                 |
| Lituânia                 | Greta Mikalauskyte      | 19    | 1.74   | Šiauliai                |
| Malásia                  | Kimberley Leggett       | 19    | 1.75   | Penang                  |
| Ilhas Maurícias          | Ammeshka Dilkshand      | 26    | 1.74   | Curepipe                |
| México                   | Karina González         | 21    | 1.76   | Aguascalientes          |
| Montenegro               | Andrea Radonjic         | 20    | 1.76   | Podgorica               |
| Namíbia                  | Tsakana Nkandih         | 22    | 1.79   | Windhoek                |
| Nicarágua                | Farah Eslaquit          | 21    | 1.75   | Masaya                  |
| Noruega                  | Sara Nicole Andersen    | 20    | 1.70   | Oslo                    |
| Nigéria                  | Isabella Ayuk           | 26    | 1.80   | Ikom                    |
| Nova Zelândia            | Talia Bennet            | 24    | 1.73   | North Harbour           |
| Países Baixos            | Nathalie den Dekker     | 22    | 1.68   | Amsterdã                |
| Panamá                   | Stephanie Vander Werf   | 26    | 1.78   | Cidade do Panamá        |
| Paraguai                 | Egny Eckert             | 25    | 1.82   | Luque                   |
| Peru                     | Nicole Favéron          | 24    | 1.83   | Iquitos                 |
| Polónia                  | Marcelina Zawadzka      | 22    | 1.80   | Malbork                 |
| Porto Rico               | Bodine Koehler          | 20    | 1.83   | San Juan                |
| Reino Unido              | Holly Hale              | 22    | 1.80   | Cardiff                 |
| Chéquia                  | Tereza Chlebovská       | 21    | 1.73   | Třemešné                |
| República Dominicana     | Dulcita Lieggi          | 23    | 1.82   | Santo Domingo           |
| República Eslovaca       | Ľubica Štepanová        | 24    | 1.75   | Prievidza               |
| Roménia                  | Delia Monica Duca       | 26    | 1.80   | Bucareste               |
| Rússia                   | Elizaveta Golovanova    | 19    | 1.78   | Smolensk                |
| Santa Lúcia              | Tara Edward             | 24    | 1.80   | Gros Islet              |
| Sérvia                   | Branislava Mandic       | 21    | 1.78   | Curug                   |
| Singapura                | Lynn Tan                | 24    | 1.71   | Cidade de Singapura     |
| Sri Lanka                | Sabrina Herft           | 25    | 1.75   | Colombo                 |
| Suécia                   | Hanni Beronius          | 22    | 1.74   | Gotemburgo              |
| Suíça                    | Alina Buchschacher      | 21    | 1.71   | Berna                   |
| Tanzânia                 | Winfrida Dominic        | 19    | 1.75   | Dar es Salaam           |
| Tailândia                | Farida Waller           | 19    | 1.73   | Krabi                   |
| Trinidad e Tobago        | Avionne Mark            | 22    | 1.76   | San Juan                |
| Turquia                  | Çağıl Özge Özkul        | 24    | 1.81   | Ancara                  |
| Ucrânia                  | Anastasia Chernova      | 20    | 1.77   | Kharkiv                 |
| Uruguai                  | Camila Vezzoso          | 19    | 1.74   | Artigas                 |
| Venezuela                | Irene Esser             | 20    | 1.79   | Río Caribe              |
| Vietname                 | Luu Thi Diem Huong      | 22    | 1.75   | Cidade de Ho Chi Minh   |

### Indicações
- Alemanha - Alicia Endemann foi indicada como Miss Universo Alemanha 2012 pela holandesa Kim Kotter, diretora nacional do Miss Universo.
- Aruba - Liza Helder foi indicada como Miss Universo Aruba 2012, após Wegereef Marinus, comprar a franquia local e o concurso local não ser realizado por falta de tempo hábil.
- Curaçau - Monifa Jansen foi eleita Miss Curaçao em 2011, mas na época  Monifa não poderia ir ao concurso por não atender à idade mínima exigida.
- Dinamarca - Josephine Hewitt foi indicada como Miss Universo Dinamarca 2012 após um casting.
- Espanha -Andrea Huisgen, foi eleita Miss Espanha 2011 e assim iria representar seu país no concurso. No entanto, a empresa responsável pelo Miss Espanha faliu e uma nova empresa, a Be Beautiful S.L., foi formada para promover o concurso Miss Universo Espanha, que passaria a eleger a candidata espanhola para o Miss Universo. Após meses de conflito contratual, que culminou na renúncia de Huisgen ao título de Miss Espanha, a nova coordenação do Miss Universo para a Espanha reconheceu Andrea como representante do país e decidiu patrocinar a ida dela para Las Vegas, da mesma forma que ela tinha pedido em sua carta de demissão.[25]
- Haiti - Christela Jacques  foi indicada como Miss Universo Haiti 2012, após um casting.
- Lituânia - Greta Mikalauskyte foi indicada para representar a Lituânia em sua primeira participação no concurso Miss Universo. Ela foi a segunda colocada no concurso Miss Lituânia 2012 (que também elegeu a representante do país no Miss Mundo 2012).
- Países Baixos - Nathalie den Dekker foi indicada como Miss Universo Países Baixos 2012 por Kim Kotter, diretora nacional do Miss Universo na Holanda. Ela já competiu no Miss Mundo 2012, onde terminou no Top 15.
- Peru - Nicole Faverón foi indicada para representar o Peru depois que a data do concurso foi mudada de Julho para Dezembro.
- Sérvia - Brana Mandic foi indicada para representar a Sérvia. Ela foi a segunda colocada no Miss Sérvia 2011.
- Vietname - Luu Thi Huong Diem foi indicada para representar o Vietnã pela franquia local, com permissão concedida pelo Ministério da Cultura.

### Substituições
- Canadá Sahar Biniaz não competiu no Miss Universo 2012 por questões pessoais, Adwoa Yamoah, segunda colocada no Miss Universo Canadá 2012, foi a sua substituta.
- Chipre: Ntaniella Kefala foi substituída por Ioánna Giannákóu, segunda colocada do Star Cyprus 2012 por ser menor de idade. Com isso, Ntaniela seria a representante do país em 2013.
- Estónia: Kätlin Valdmets foi substituída por Natalie Korneitsik em função de sua indisponibilidade para sair do país na época do concurso.
- França: Delphine Wespiser foi substituída por Marie Payet, segunda colocada no Miss França 2012, devido a proximidade de datas entre o Miss França 2013 e o Miss Universo 2012, já que Delphine passou o título nacional em 8 de dezembro de 2012, 11 dias antes da final do concurso.
- Gabão: Marie-Noëlle Ada foi substituída por Channa Divouvi, segunda colocada do Miss Gabão 2012, devido ao fato de Marie não poder participar do Miss Universo e o Miss Gabão 2013 ao mesmo tempo.
- Índia: Urvashi Rautela foi substituída por Shilpa Singh, segunda colocada do I Am She 2012 e originalmente programada para competir no Miss Globo Internacional 2013 em função de Urvashi ter completado 18 anos após a data limite estipulada pela organização do Miss Universo.
- Nova Zelândia: Avianca Böhm, nascida na África do Sul, foi substituída por Talia Bennett após seu pedido de naturalização ter sido negado pelas autoridades neozelandesas.
- Nigéria: Isabella Ayuk, vencedora do Most Beautiful Girl of Nigeria 2012, não pôde participar do Miss Mundo 2012, por ter ultrapassado o limite de idade do concurso, tendo, por isso, trocado de posição com Damiete Charles-Granville, segunda colocada no concurso nacional, que estava escalada para o Miss Universo 2012, que possui critérios mais flexíveis em relação a idade.
- República Dominicana: Carola Durán, vencedora do Miss República Dominicana 2012, foi imediatamente destronada após a descoberta de que era uma mulher divorciada. Dulcita Lieggi, segunda colocada do concurso nacional, assumiu a vaga.

### Estreias
- Gabão
- Lituânia

### Retornos
- Bulgária, Etiópia e  Namíbia: Participaram pela última vez em Nassau 2009;[26]
- Noruega: Participou pela última vez em Las Vegas 2010.[26]

### Ausências(em relação à edição anterior)
- Eslovênia: A editora de revistas Delo Revije, responsável pelo concurso nacional, entrou com pedido de falência.[27]
- Portugal,  Ilhas Virgens Americanas e  Turcas e Caicos não manifestaram a organização do concurso o interesse de enviar candidatas de seus respectivos países a Las Vegas.[26]
- Egito: Não enviou candidatada a Las Vegas devido a instabilidade política no país.
- Cazaquistão: Problemas de idade com a Miss Cazaquistão 2011-2012, Aynur Toledova, forçaram a sua inelegibilidade para participar do Miss Universo. Por falta de tempo hábil, o país não pôde indicar outra candidata.[28]

## Audiência

### No Brasil
Apesar da boa performance de Gabriela Markus no certame, a resposta de público da Band não foi a mesma. Em comparação com o Miss Universo 2011, a emissora perdeu 4,2 pontos na média de público e 6 pontos no share domiciliar. Na faixa entre 22h45 do dia 19 e 1h do dia 20 de dezembro, a transmissão da emissora para o Miss Universo 2012 registrou 4 pontos de média e pico de 5 na medição do Ibope realizada na Grande São Paulo (principal praça para as decisões do mercado publicitário).
Em sua faixa de exibição, o Miss Universo 2012 enfrentou a concorrência do filme A Saga Crepúsculo: Lua Nova (Cinema Especial) e o Jornal da Globo (Globo), os realities Fazenda de Verão (Record) e Cante se Puder (SBT) e o programa De Frente com Gabi (da mesma emissora).

### Nos Estados Unidos
Na mão oposta, a transmissão oficial da NBC teve um crescimento de dois décimos em relação ao concurso do ano anterior, registrando 6,123 milhões de telespectadores, média de 1,8 e share de 5 pontos entre os telespectadores na faixa entre 18 e 49 anos. Foi o segundo programa mais visto na faixa das 20 às 22h (horário da costa leste), perdendo apenas para a performance final da segunda temporada do The X-Factor, que teve média de 2,7, share de 8 e 8,297 milhões de telespectadores.